# Нижняя Воча
Нижняя Воча — река в России, течёт по территории южной части Лешуконского района Архангельской области. Правый приток реки Вашка.
Длина реки составляет 64 км.
Течёт по лесной болотистой местности. Генеральным направлением течения является юго-запад. Крупнейший приток — Ниавож (Ниявож), впадает слева на 15 км от устья.

## Данные водного реестра
По данным государственного водного реестра России относится к Двинско-Печорскому бассейновому округу, водохозяйственный участок реки — Мезень от истока до водомерного поста у деревни Малонисогорская. Речной бассейн реки — Мезень.
Код объекта в государственном водном реестре — 03030000112103000048174.